# Chelidonichthys spinosus
Espèce

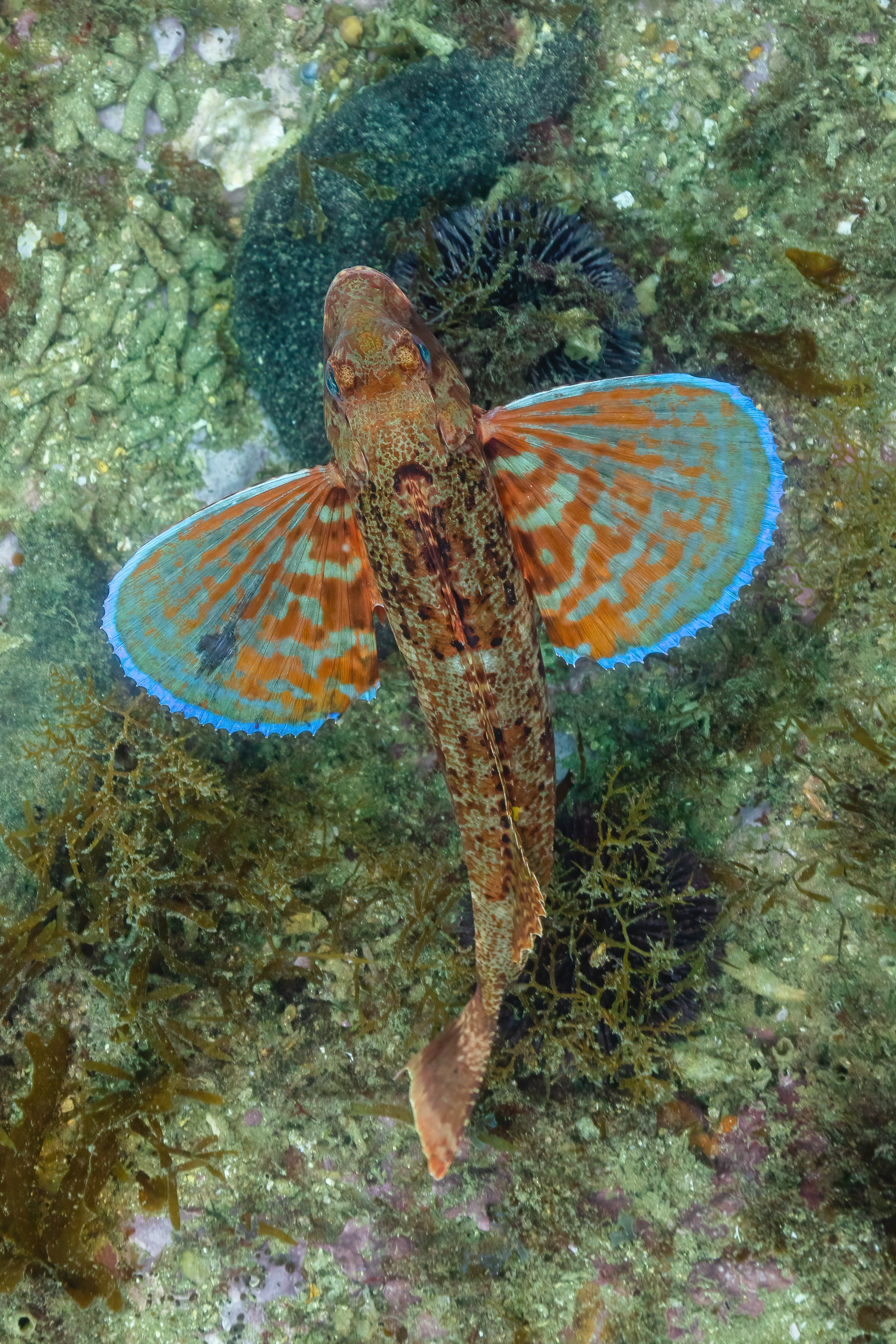
Chelidonichthys spinosus dans le parc naturel de l'Arrábida, Portugal. Juillet 2022.

Chelidonichthys spinosus est une espèce de poissons de l'ordre des Scorpaeniformes du Pacifique qui vit autour du Japon.

## Référence
- McClelland, 1844 : Description of a collection of fishes made at Chusan and Ningpo in China, by Dr. G. R. Playfair, Surgeon of the Phlegethon, war steamer, during the late military operations in that country. Calcutta Journal of Natural History, 4, p. 390-413.